# Anzani (famiglia)
Antica e nobile famiglia originaria di Milano, ma trapiantata nel Regno di Napoli all'epoca della dominazione angioina.

## Storia
Le prime memorie inerenti alla famiglia Anzani risalgono al XII secolo e più precisamente nella persona di Corrado Anzani, capitano di ventura dei Torriani, all'epoca signori di Milano.
Giovanni Anzani fu governatore di Cremona e Filippo di Lodi.
La famiglia si trasferì nella Contea di Ariano, facente parte del Regno di Napoli, al seguito di Attendolo Sforza (1369-1424) che fu creato conte di Ariano. Lo Sforza donò a Donato Anzani, col titolo di barone, il feudo nobile di Santa Maria presso Trevico, che da quel momento si disse degli Anzani.
Gli Anzani vissero prevalentemente tra le città di Ariano (l'attuale Ariano Irpino, situata all'epoca nella provincia di Principato Ultra) e Napoli, dove avevano il padronato su una cappella gentilizia all'interno del Duomo.
Nel 1481 Filippo Anzani partecipò alla battaglia d'Otranto, durante la seconda crociata indetta da papa Sisto IV per liberare la città e difendere l'Italia dalla minaccia dei Turchi.
Nel 1582 Nicolò Anzani, dottore in legge, fondò un patronato gentilizio nella chiesa della Santissima Annunziata a San Nicola Baronia.
Donato Anzani (1658-1732) fu canonico della cattedrale di Ariano, quindi arcidiacono della stessa e poi eletto da Clemente XI al vescovato di Marsico Nuovo.
Donato Anzani fu vicario generale della diocesi di Ariano, Francesco Anzani fu vescovo nel 1710, Giovanni fu avvocato, figli di Ottavio Anzani, che istituirono la congregazione dell'Immacolata Concezione nella chiesa di Santamaria degli Anzani.
Giuseppe Anzani (1710-1800), figlio di Ottavio e di Anna Maria Colmeta, sposò Anna Maria Laviano dei baroni di Salvia, fu sepolto in Ariano nella cappella prospettante il palazzo di famiglia.
Nel 1720, la famiglia venne confermata tra le famiglie nobili di Ariano con diploma dell'imperatore Carlo VI d'Asburgo-Austria.
Giovanni Angelo Anzani (1701-1770), figlio di Ottavio e nipote del vescovo Donato, fu vicario apostolico in Capua e successivamente venne eletto vescovo di Satriano e di Campagna nell'anno 1736, ed è sepolto nel duomo di Napoli.
Francesco Anzani, figlio di Ottavio, nipote del vescovo Donato e fratello di Giovanni Angelo, fu regio uditore nel tribunale dell'Aquila, capo di rota del tribunale di Teramo per tutto l'anno 1744, giudice della Gran Corte della Vicaria, scrisse le Memorie storiche della città di Ariano.
Giovanni Anzani, marito di Luisa Chiarizia Capece, fu consigliere della Suprema Corte di Giustizia, commendatore del Reale Ordine di Francesco I e sostituto procuratore generale di Ferdinando II.
Ottavio Anzani fu maggiore onorario dell'esercito napoletano, consigliere provinciale e più volte sottintendente di Ariano. Fu deputato al parlamento del Regno delle Due Sicilie dal 1850 al 1860.
Francesco Anzani (1801-1886), figlio del suddetto Ottavio, studiò a Napoli alla scuola militare Nunziatella dal 1814 al 1819. Fu promosso maggiore, poi tenente-colonnello, salito al trono Francesco II nel 1859 divenne capo di stato maggiore e poi ministro della guerra. Il primo atto da ministro fu quello di concludere con Garibaldi la capitolazione ed il ritiro delle truppe che avevano combattuto a Milazzo. Venne nominato cavaliere del Reale e Militare Ordine di San Giorgio della Riunione. Fu insignito dell'Ordine Piano Pontificio, del Reale Ordine di San Ferdinando di Spagna e della medaglia commemorativa della Campagna di Roma. 
Girolamo Anzani, fratello del suddetto Francesco, studiò anch'egli alla Nunziatella di Napoli e fu il principale ispiratore della sollevazione di Ariano contro il governo sabaudo nel settembre del 1860.
Luigi Anzani fu sindaco di Ariano dal 1889 al 1893.
Ottavio Anzani (10 giugno 1846 - 20 ottobre 1904), figlio del suddetto Girolamo, fu sindaco di Ariano dal 1893 al 1896, deputato del Regno d'Italia dalla XVI alla XXI legislatura, eletto nel collegio elettorale di Ariano di Puglia, vice-sindaco di Napoli e campione internazionale di scherma.

## Proprietà

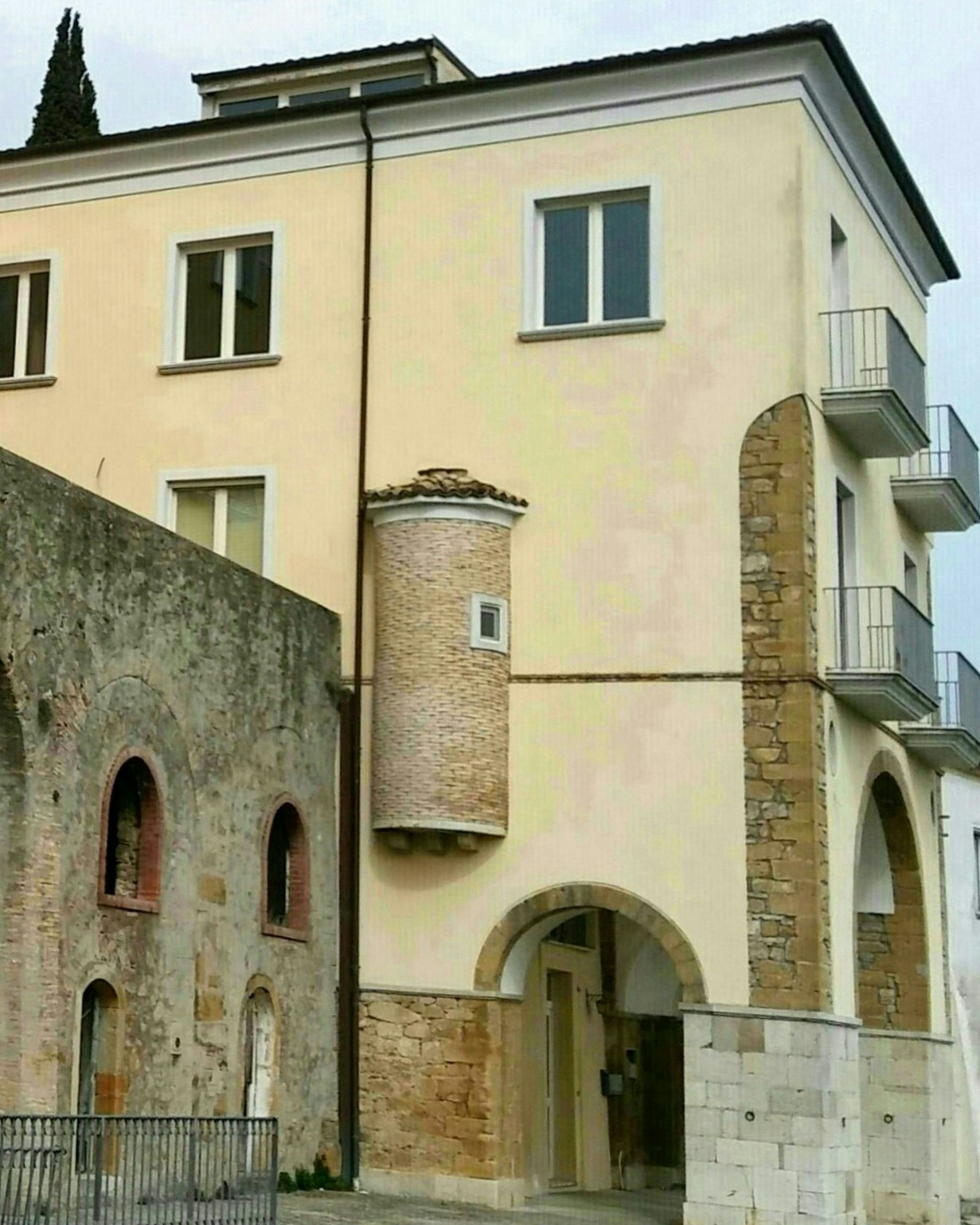
Palazzo Anzani in Ariano Irpino

- Palazzo Anzani, nel centro storico di Ariano Irpino. Sorto nel Seicento lungo via Donato Anzani, tale edificio fortificato ingloba un tratto delle antiche mura cittadine. Già dimora della famiglia, ha ospitato per molti anni il museo archeologico.